# Хоган, Кэролайн
Кэролайн Хоган (ур. Джонсон; англ. Carolyn Hougan (Johnson); 6 декабря 1943, Лос-Анджелес — 25 февраля 2007) — американская писательница. Работала с мужем под псевдонимом «Джон Кейз».

## Биография
Кэролайн Хоган родилась 16 декабря 1943 года в Новой Иберии, Лос-Анджелес. Окончила с отличием Висконсинский университет в Мадисоне. Она преподавала в Западном колледже для женщин (Western College for Women). В Мадисоне, Висконсин, Кэролин встретила Джима Хогана на курсе философии. 17 декабря 1966 года вышла за него замуж. Хоганы жили в Александрии и Вашингтоне с 1980 до августа 2006 года.
Член Американской ассоциации детективных писателей и Sisters in Crime. До 1980 года работала официанткой, водителем школьного автобуса, секретаршей, клерком в офисе губернатора штата Висконсин. Автор нескольких самостоятельных детективов.